# Donna Leon (serial)
Donna Leon este un serial german de filme polițiste care sunt transpunerea pe micul ecran a romanelor scriitoarei americane Donna Leon.

## Acțiunea
Locul acțiunii este orașul Veneția, actorii principali provin din Germania și Austria. Scenariștii nu urmează întotdeauna firul acțiunii din roman, sau apar personaje care nu apar de loc în roman.

## Episoade
| Nr. | Titlu                                   | Prima transmisie    | Partea în roman            |
| --- | --------------------------------------- | ------------------- | -------------------------- |
| 1   | Vendetta                                | 12. -octombrie 2000 | 4. Fall · -februarie 1997  |
| 2   | Venezianische Scharade                  | 16. -octombrie 2000 | 3. Fall · -octombrie 1997  |
| 3   | In Sachen Signora Brunetti              | 10. -octombrie 2002 | 8. Fall · -iunie 2000      |
| 4   | Nobiltà (dt.: die „feine Gesellschaft“) | 17. -octombrie 2002 | 7. Fall · -iulie 1999      |
| 5   | Venezianisches Finale                   | 23. -octombrie 2003 | 1. Fall · -mai 1995        |
| 6   | Feine Freunde                           | 31. -octombrie 2003 | 9. Fall · -decembrie 2002  |
| 7   | Sanft entschlafen                       | 28. -octombrie 2004 | 6. Fall · -februarie 2000  |
| 8   | Acqua Alta (dt.: Hochwasser)            | 11. -noiembrie 2004 | 5. Fall · -martie 1999     |
| 9   | Beweise, dass es böse ist               | 13. -octombrie 2005 | 13. Fall · -iunie 2005     |
| 10  | Verschwiegene Kanäle                    | 10. -noiembrie 2005 | 12. Fall · -mai 2004       |
| 11  | Endstation Venedig                      | 19. -octombrie 2006 | 2. Fall · -noiembrie 1996  |
| 12  | Das Gesetz der Lagune                   | 2. -noiembrie 2006  | 10. Fall · -mai 2002       |
| 13  | Die dunkle Stunde der Serenissima       | 15. -mai 2008       | 11. Fall · -noiembrie 2004 |
| 14  | Blutige Steine                          | 22. -mai 2008       | 14. Fall · -octombrie 2007 |
| 15  | Wie durch ein dunkles Glas              | 22. -octombrie 2009 | 15. Fall · -octombrie 2008 |
| 16  | Lasset die Kinder zu mir kommen         | 7. -octombrie 2010  | 16. Fall · -iunie 2008     |

## Distribuție
- Joachim Król
- Uwe Kockisch
- Barbara Auer
- Julia Jäger
- Michael Degen
- Karl Fischer
- Annett Renneberg
- Patrick Diemling
- Laura-Charlotte Syniawa
- Dietmar Mössmer
- Ueli Jäggi
- Christel Peters
- Peter Fitz
- Katharina Wackernagel